# Ганімед (супутник)
Ганіме́д, або Юпітер III — природний супутник Юпітера, найбільший та наймасивніший у Сонячній системі. Це єдиний супутник зі значним магнітним полем, що не має повноцінної атмосфери. Як і Титан, найбільший супутник Сатурна, він більший за планету Меркурій, але має меншу поверхневу гравітацію, ніж Меркурій, Іо або Місяць, через порівняно низьку щільність.
Він складається переважно з силікатних порід і водяного льоду та має багатошарову структуру з рідким залізним ядром і підземним океаном, потенційно більшим за всі земні океани разом узяті.. Світліші області Ганімеда, віком приблизно 4 мільярди років, займають дві третини поверхні та мають борозни та хребти, ймовірно, утворені тектонічною активністю через припливне нагрівання. Темні області, що покривають третину супутника, насичені ударними кратерами віком 4 мільярди років. Ганімед обертається навколо Юпітера приблизно за сім днів і знаходиться в орбітальному резонансі 1:2:4 із супутниками Європою та Іо. Завдяки залізному ядру, Ганімед має найнижчий фактор моменту інерції з усіх твердих тіл у Сонячній системі. Магнітне поле створюється конвекцією в ядрі. Ганімед має тонку кисневу атмосферу, яка включає O, O2 і, можливо, O3 (озон). Атомарний водень є другорядним складником атмосфери. Чи є у Ганімеда іоносфера, пов'язана з його атмосферою, невідомо.
Відкриття Ганімеда приписують Симону Маріусу та Галілео Галілею, які спостерігали його в 1610 році. Його назву незабаром запропонував астроном Симон Маріус на честь міфологічного Ганімеда, троянського принца, якого Зевс (грецький аналог Юпітера) забрав, щоб той став виночерпієм богів. Починаючи з зонда «Піонер-10», кілька космічних апаратів досліджували Ганімед. Зонди «Вояджер», «Вояджер-1» і «Вояджер-2» уточнили його розміри, а «Галілео» виявив його підземний океан та магнітне поле. Також у 2023 році запустилася місія JUICE, в ході якої апарат згодом має зійти на орбіту навколо Ганімеда.

## Назва
Галілей отримав право надавати назви супутникам, які він відкрив. Він прагнув назвати їх на честь свого патрона Козімо II Медічі, початково розглядав «Зорі Козімо» (лат. Cosmica Sidera), але зрештою зупинився на «Зорях Медічі» (лат. Medicea Sidera).

Французький астроном Ніколя-Клод Фабрі де Пейреск запропонував окремі назви супутникам на честь членів родини Медічі, але його пропозиція не була прийнята. Симон Маріус намагався назвати супутники «Сатурн Юпітера», «Юпітер Юпітера» (це був Ганімед), «Венера Юпітера» і «Меркурій Юпітера», але ця номенклатура також не прижилася. В 1614 році, дізнавшись про пропозицію Йоганна Кеплера, Маріус погодився і замість цього запропонував систему імен, засновану на грецькій міфології:
Поети часто засуджують Юпітера через його нерегулярні кохання. Особливо згадуються три дівчини, до яких Юпітер таємно залицявся і зробив це з успіхом. Іо, дочка річки Інах; Каллісто Лікаона та Європа Агенора. Потім був Ганімед, вродливий син царя Троса, якого Юпітер, прийнявши вигляд орла, переніс на небо на своїй спині, як казково розповідають поети… Тому я вважаю, що не помилився, коли Перший я назвав Іо, Другий — Європа, Третій, через його велич світла, — Ганімед, а Четверту — Каллісто…
Ганімед — єдиний галілеєвий супутник Юпітера, названий на честь чоловічої постаті: як Іо, Європа та Каллісто, він був коханцем Зевса. Однак назви не були загальновживаними до середини 20 століття. І лише, після відкриття супутників Сатурна, стали загальноприйнятими в більшості країн.
У більшій частині ранньої астрономічної літератури Ганімед згадується як Юпітер III (система, введена Галілеєм), тобто «третій супутник Юпітера». Іноді, й досі, замість загальноприйнятих назв супутників Юпітера вживають систему Галілея, позначаючи Ганімед як Юпітер III.

## Відкриття

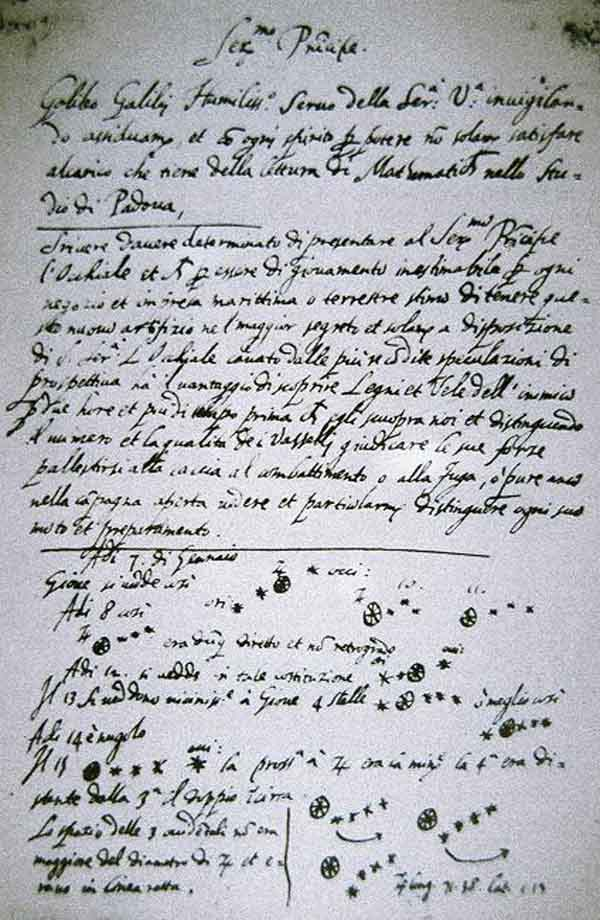
Лист Галілея до Леонардо Донато що начебто описує відкриття галілеєвих супутників, виявився підробкою початку XX століття.

Згідно з китайськими астрономічними записами, в 365 році до н. е. Ган Де неозброєним оком виявив об'єкт, що міг бути супутником Юпітера, ймовірно, Ганімедом. Однак достовірність такого відкриття є доволі сумнівним. Ган Де повідомив, що колір супутника був червонуватим, однак супутники надто тьмяні (особливо на фоні такої яскравої планети, як Юпітер), щоб їх колір можна було сприйняти неозброєним оком. Водночас Ши Шень і Ган Де разом зробили досить точні спостереження п'яти великих планет.
Зазвичай відкриття Ганімеда приписують Галілео Галілею. 7 січня 1610 року він скерував на Юпітер сконструйований власноруч телескоп і спостерігав поблизу цієї планети чотири «зорі», що постійно змінювали своє розташування. 15 січня він дійшов висновку, що ці об'єкти насправді є тілами, що обертаються навколо Юпітера. Вони і виявилися найбільшими супутниками Юпітера, які пізніше назвали «галілеєвими». 1614 року з'явилася праця німецького астронома Симона Маріуса «Mundus Jovialis», в якій він стверджував, що спостерігав ці об'єкти на кілька днів раніше Галілея. Сам Галілей цю працю вважав плагіатом.

## Історія досліджень

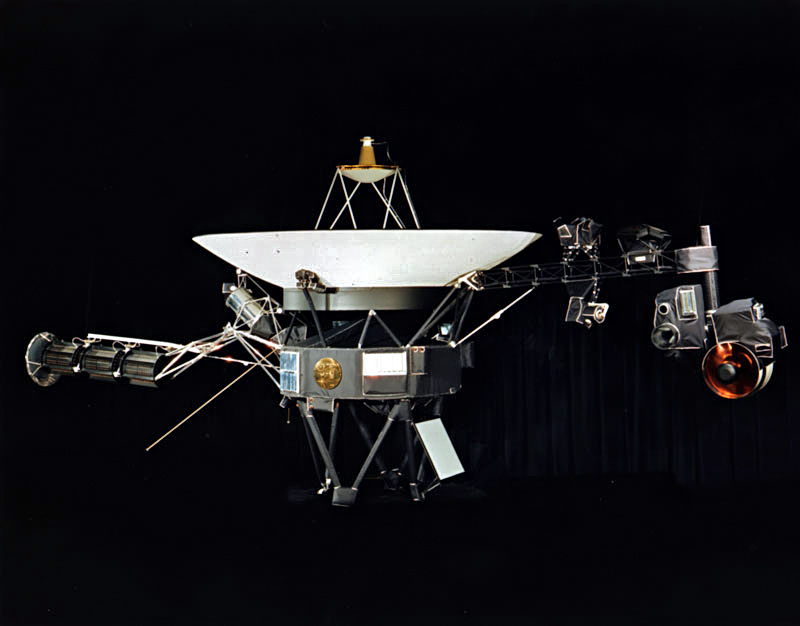
Космічний апарат «Вояджер»

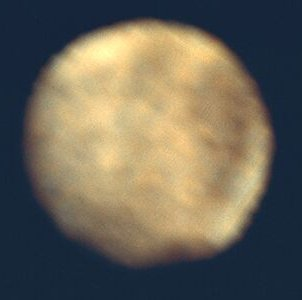
Зображення Ганімеда, зроблене «Піонером-10» в 1973 році.

Два космічні кораблі «Піонер» та два космічні кораблі «Вояджер» здійснили по одному прольоту повз Ганімед в межах 1973-1979 років. Космічний корабель «Галілео» здійснив шість проходів у межах 1996—2000-х. Космічний корабель «Юнона» здійснив два обльоти у 2019 та 2021 роках. Жоден космічний апарат ще не вийшов на орбіту Ганімеда, але місія JUICE, яка стартувала у квітні 2023 року, має намір це зробити.

### Завершені обльоти
Першим космічним апаратом, який наблизився до Ганімеда, був «Піонер-10», який здійснив обліт у 1973 році, проходячи через систему Юпітера на високій швидкості. «Піонер-11» здійснив подібний проліт у 1974 році. Дані, надіслані двома космічними кораблями, були використані для визначення фізичних характеристик супутника та надали зображення поверхні з роздільною здатністю до 400 км. «Піонер-10» наближався на 446 250 км, приблизно у 85 разів більше діаметра Ганімеда.
«Вояджер-1» і «Вояджер-2» досліджували Ганімед під час проходження через систему Юпітера в 1979 році. Дані цих прольотів були використані для уточнення розміру Ганімеда, виявивши, що він більший за Титан. «Вояджери» надали перші кадри рельєфу поверхні Ганімеда.
«Піонер» і «Вояджер» пролітали на великих відстанях і з високою швидкістю, оскільки вони летіли по гіперболічних траєкторіях через систему Юпітера. Кращі дані можна отримати з космічного корабля, який обертається навколо Юпітера, оскільки він може зустрітися з Ганімедом на меншій швидкості та скоригувати орбіту для більшого зближення. У 1995 році космічний апарат «Галілео» вийшов на орбіту навколо Юпітера і між 1996 і 2000 роками здійснив шість близьких прольотів Ганімеда. Ці обльоти позначалися G1, G2, G7, G8, G28 і G29. Під час найближчого прольоту (G2) «Галілео» був лише на відстані 264 км від поверхні Ганімеда, що залишається найбільшим зближенням будь-якого космічного корабля. Під час прольоту G1 у 1996 році прилади «Галілео» виявили магнітне поле Ганімеда. Дані прольотів були використані для відкриття підземного океану, про що оголошено у 2001 році. Спектри Ганімеда з високою просторовою роздільною здатністю, зроблені «Галілео», використали для ідентифікації кількох нельодяних сполук на поверхні.
Космічний корабель New Horizons також спостерігав Ганімед, але з набагато більшої відстані, коли він проходив через систему Юпітера у 2007 році (на шляху до Плутона). Дані були використані для виконання топографічної та композиційної картографії Ганімеда.
Як і «Галілео», космічний корабель Юнона обертався навколо Юпітера. 25 грудня 2019 року «Юнона» здійснила віддалений обліт Ганімеда під час його 24-го оберту навколо Юпітера на відстані від 97 680 до 109 439 кілометрів. Цей проліт надав зображення полярних регіонів супутника. У червні 2021 року «Юнона» здійснила другий проліт на відстані 1038 кілометрів. Ця зустріч була розроблена, щоб забезпечити гравітаційну допомогу для скорочення орбітального періоду «Юнони» з 53 днів до 43 днів. У ході місії були зібрані додаткові зображення поверхні.

### Майбутні місії
Jupiter Icy Moons Explorer (JUICE) першим вийде на орбіту навколо Ганімеда. JUICE запустили 14 квітня 2023 року. Планується, що він здійснить свій перший проліт повз Ганімед у 2031 році. Коли космічний корабель витратить паливо, JUICE має зійти з орбіти та зіткнутися з Ганімедом у лютому 2034 року.
Також на жовтень 2024 року заплановано запуск Europa Clipper NASA. Буде здійснено 4 близькі прольоти навколо Ганімеда, починаючи з 2030 року. Він також може врізатися в Ганімед наприкінці своєї місії, щоб допомогти JUICE у вивченні геохімії поверхні.

### Скасовані місії
Кілька інших місій запропоновано для чергових прольотів повз або навколо Ганімеда, але вони або не були відібрані для фінансування, або скасовані до запуску.
Орбітальний апарат Jupiter Icy Moons Orbiter міг би більш детально досліджувати Ганімед. Однак у 2005 році місію скасували. Ще одна місія називалася Grandeur of Ganymede, в ході якої мали вивчатись магнітосфера, поверхня, атмосфера та будова супутника, була запланованована на 2001-2020 роки.
Орбітальний апарат «Ганімед» на базі зонда «Юнона» був запропонований у 2010 році для десятирічного огляду планетарної науки. Ця місія не була підтримана, а під час затвердження Decadal Survey було віддано перевагу місії Europa Clipper.
Місія Europa Jupiter System Mission мала запропоновану дату запуску в 2020 році, і була спільною пропозицією NASA і ESA щодо дослідження багатьох супутників Юпітера, включаючи Ганімед. У лютому 2009 року було оголошено, що ESA та NASA надали цій місії пріоритет перед місією Titan Saturn System Mission. Місія мала складатися з орбітального апарата Jupiter Europa Orbiter під керівництвом NASA, Jupiter Ganymede Orbiter під керівництвом ESA та, можливо, Jupiter Magnetospheric Orbiter під керівництвом JAXA. Пізніше компоненти NASA та JAXA були скасовані, і здавалося, що компоненти ESA, ймовірно, також будуть скасовані. Але у 2012 році ESA оголосило, що буде працювати самостійно. Європейська частина місії стала Jupiter Icy Moon Explorer (JUICE).
Інститут космічних досліджень Російської академії наук запропонував астробіологічну місію посадкового модуля під назвою Laplace-P, можливо, у партнерстві з JUICE. У разі ствердження її було б запущено у 2023 році. Місія була скасована через брак фінансування у 2017 році.

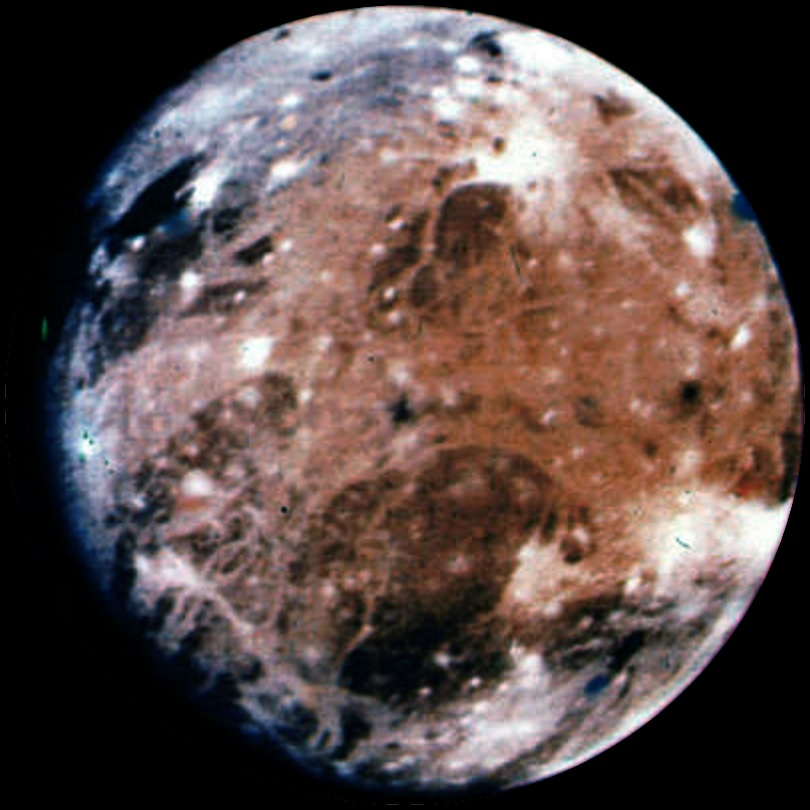
Зображення «Вояджера-1», зроблене в березні 1979 р. під час його обльоту Юпітера.
Зображення «Вояджера-2», зроблене на відстані 6,000,000 км 2 липня 1979 р. під час його обльоту Юпітера[60].
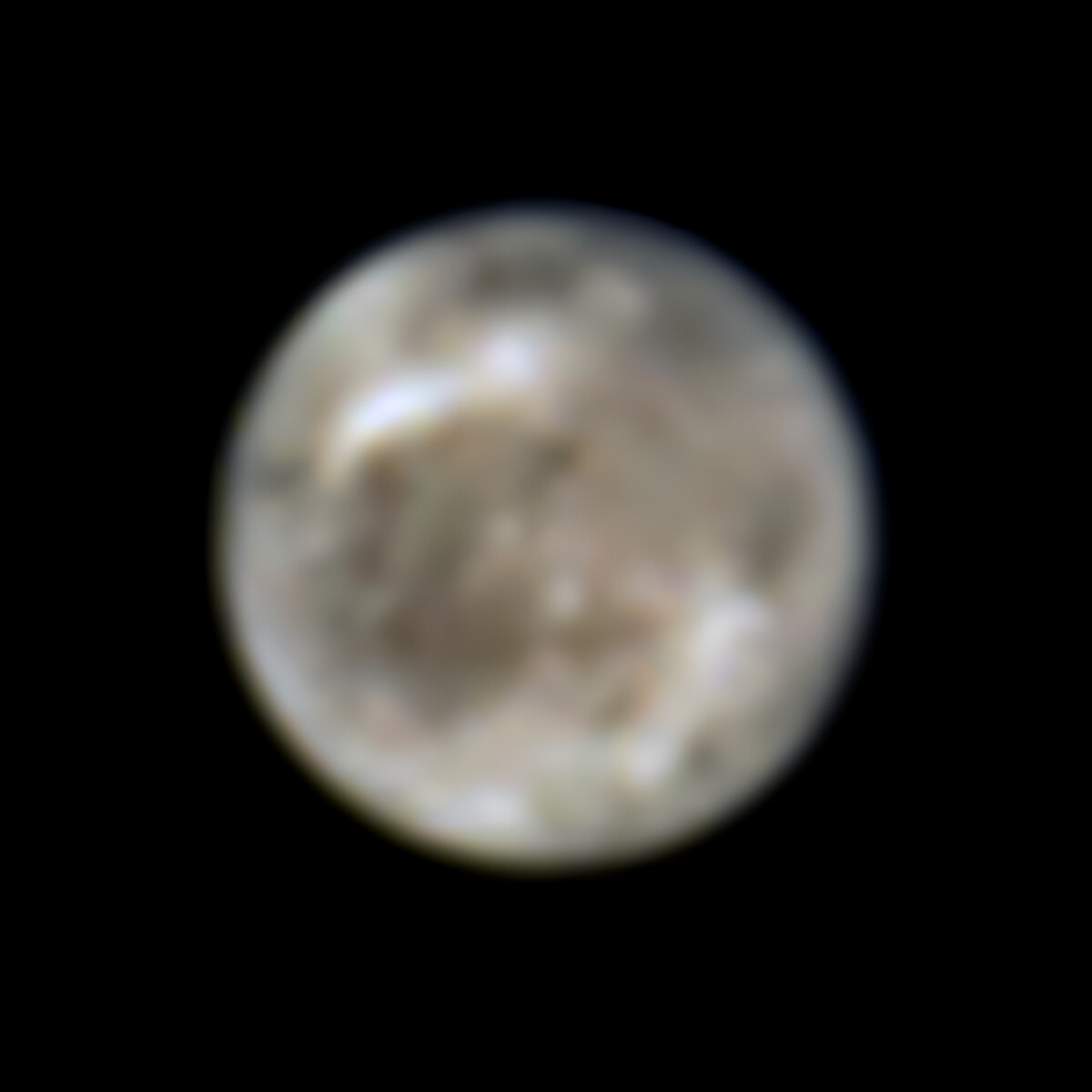
Зображення, зроблене телескопом «Габбл» в 1996 році[61].
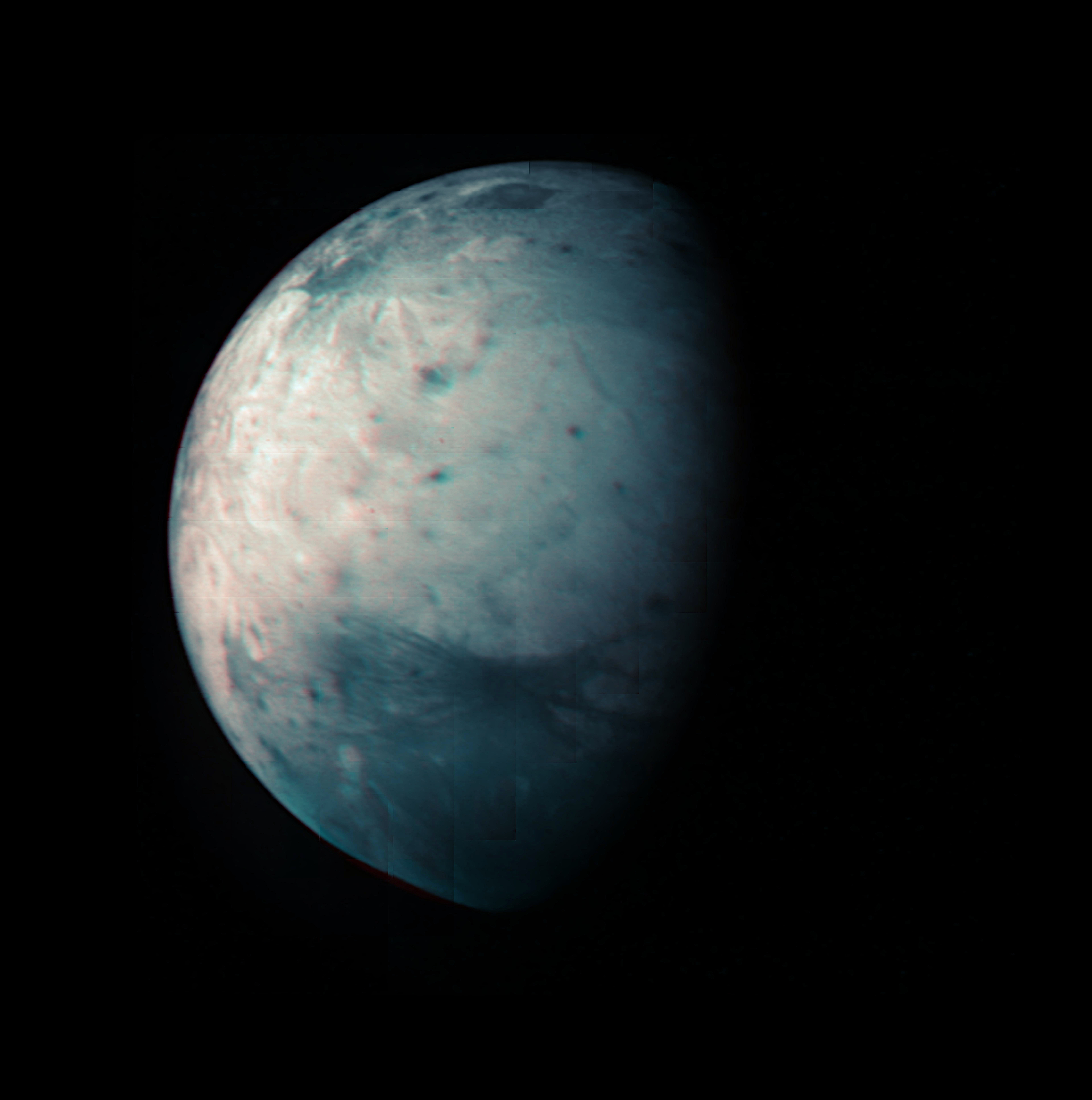
Інфрачервоне зображення Ганімеда, зроблене під час прольоту «Юнони» в липні 2021 року[43].

## Походження та еволюція

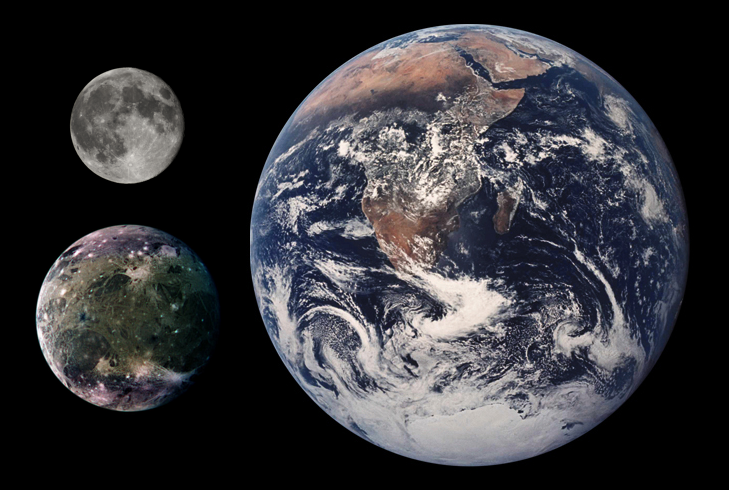
Порівняння розмірів Місяця, Ганімеда і Землі.

Ганімед сформувався з акреційного диска чи газопилової туманності, що оточувала Юпітер після його утворення. Формування Ганімеда зайняло близько 10 000 років, що в 10 разів менше за оцінки часу формування іншого супутника — Каллісто. У хмарі навколо Юпітера при формуванні галілеєвих супутників було відносно мало газу. Ганімед утворився ближче до планети, де хмара була щільнішою, що пояснює його швидше формування відносно Каллісто. Тепло, яке виділялося при акреції, не встигало розсіюватися та викликало танення льоду й відділення від нього скельних порід. Породи, відкладаючись в центрі супутника, формували ядро. На відміну від Ганімеда, при формуванні Каллісто тепло встигало відводитися, льоди в її надрах не танули та диференціації не відбувалося. Ця гіпотеза пояснює, чому два супутники Юпітера настільки різні, попри подібність маси та складу. Альтернативні теорії пояснюють вищу внутрішню температуру Ганімеда припливним нагріванням або інтенсивнішою дією на нього пізнього важкого бомбардування.
Після формування ядро Ганімеда зберегло більшу частину тепла, накопиченого під час акреції та диференціації. Воно повільно віддає це тепло крижаній мантії, працюючи як своєрідна теплова батарея. Мантія, своєю чергою, переносить це тепло на поверхню конвекцією. Розпад радіоактивних елементів в ядрі продовжив його розігрівати, викликаючи подальшу диференціацію: були сформовані внутрішнє ядро із заліза та сульфіду заліза і силікатна мантія. Так Ганімед став повністю диференційованим тілом. Для порівняння, радіоактивне нагрівання недиференційованої Каллісто викликало лише конвекцію в її крижаних надрах, що ефективно їх охолодило і запобігло великомасштабному таненню льоду та швидкій диференціації. Процес конвекції на Каллісто викликав лише часткове відділення каменів від льоду. Ганімед продовжує повільно охолоджуватися. Тепло, що надходить від ядра та силікатної мантії, дозволяє існувати підземному океану, а повільне охолодження рідкого ядра, що містить залізо (Fe) і його сполуки (наприклад, FeS), викликає конвекцію і підтримує генерацію магнітного поля. Поточний тепловий потік з надр Ганімеда, ймовірно, вищий, ніж у Каллісто.

## Фізичні характеристики

### Розміри
Ганімед посідає дев'яте місце за розміром серед об'єктів Сонячної системи, та десяте — за масою. Він є найбільшим та наймасивнішим супутником Сонячної системи. За розмірами він більший за Плутон і Меркурій. Його діаметр дорівнює 5268 км, що на 2% більше, ніж у Титана (другого за величиною супутника в Сонячній системі) та на 8% більше, ніж у Меркурія. Проте середня густина його порівняно низька, тому маса Ганімеда становить лише 45% від маси Меркурія. Не зважаючи на це, серед супутників це все ще найбільша маса. Ганімед перевищує Місяць за масою у 2,02 рази.

### Склад

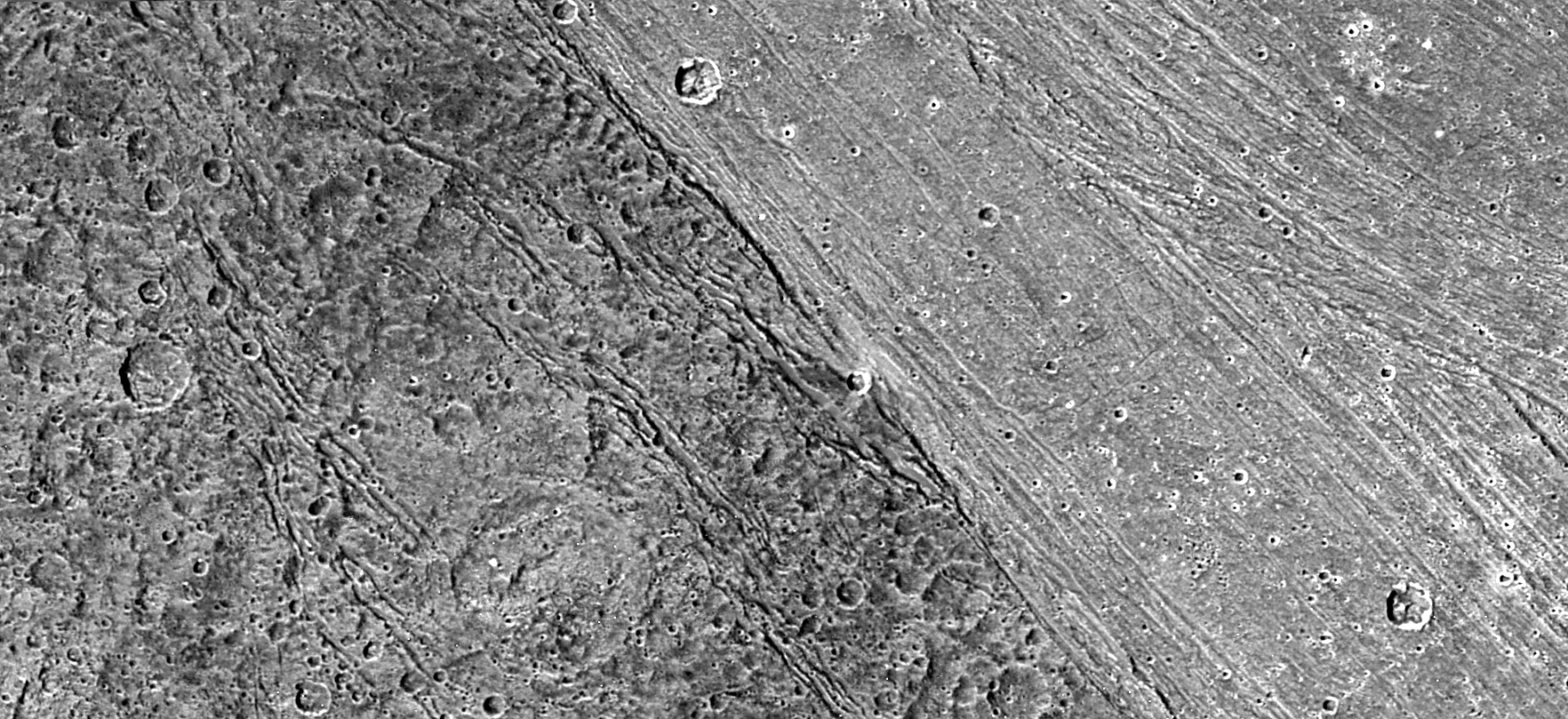
Різка межа між давнім темним ландшафтом області Ніколсона та молодою яскравою борозною Арпагії.

Середня густина Ганімеда становить 1,936 г/см3. Вважається, що він складається з рівних кількостей скельних порід і води (переважно замерзлої). Масова частка льоду становить 46-50%, що нижче, ніж у Каллісто. В кризі можуть міститися леткі гази, такі як аміак. Точний склад скельних порід Ганімеда невідомий, але він, ймовірно, близький до складу звичайних хондритів груп L і LL, які відрізняються від H-хондритів меншим повним вмістом заліза, меншим вмістом металічного заліза і більшим — оксиду заліза. Співвідношення мас заліза і кремнію на Ганімеді становить 1:1,05-1,27 (для порівняння, у Сонця воно дорівнює 1:1,8).
Альбедо поверхні Ганімеда становить близько 43%. Водяний лід є практично по всій поверхні, його масова частка коливається в межах 50-90%. Спектроскопія ближнього інфрачервоного діапазону показала наявність широких ліній поглинання водяного льоду на довжинах хвиль 1,04, 1,25, 1,5, 2,0 і 3,0 мкм. Світлі ділянки менш рівні та мають більшу кількість льоду у порівнянні з темними. Аналіз ультрафіолетового і ближнього інфрачервоного спектрів з високою роздільністю, отриманих космічним апаратом «Галілео» і наземними інструментами, показав наявність вуглекислого газу, діоксиду сірки та, можливо, ціану, сірчаної кислоти й різних органічних сполук. За результатами місії «Галілео» передбачається наявність на поверхні деякої кількості толінів. Результати «Галілео» також показали наявність на поверхні Ганімеда сульфату магнію (MgSO4) і, можливо, сульфату натрію (Na2SO4). Ці солі могли утворитися в підземному океані.
Поверхня Ганімеда асиметрична. Ведуча півкуля (повернута в бік руху супутника по орбіті) світліша, ніж ведена. На веденій півкулі Ганімеда більше діоксиду сірки. Кількість вуглекислого газу на обидвох півкулях однакова, але його немає поблизу полюсів. Ударні кратери на Ганімеді (крім одного) не показують збагачення вуглекислим газом, що також відрізняє цей супутник від Каллісто. Підземні запаси вуглекислого газу на Ганімеді були, ймовірно, вичерпані ще в минулому.

### Внутрішня будова
Внутрішня структура Ганімеду диференційована. У його надрах — порівняно невелике ядро з феруму сульфіда та заліза, оточене товстою мантією із силікатів. Над мантією простягається шар м'якого льоду, або океан рідкої води, подібний океану на Європі. Поверхня являє собою тверду льодову оболонку. Точна товщина різних шарів усередині Ганімеда залежить від передбачуваного складу силікатів (фракція олівіну та піроксену) та кількості сірки в ядрі. Серед твердих тіл Сонячної системи Ганімед має найнижчий фактор моменту інерції, що становить 0,31. Це є наслідком його значного вмісту води та повністю диференційованої структури.

## Орбіта й обертання
Ганімед перебуває на відстані 1 070 400 км від Юпітера, що робить його третім за віддаленістю галілеєвим супутником. Йому потрібно сім днів і три години, щоб здійснити повний оберт навколо Юпітера. Як більшість відомих супутників, Ганімед має припливне захоплення. Його орбіта має невеликий нахил до екватора Юпітера та ексцентриситет, які квазіперіодично змінюються у зв'язку із віковими збуреннями від Сонця і планет. Ексцентриситет змінюється в діапазоні 0,0009—0,0022, а нахил — в діапазоні 0,05—0,32°. Орбітальні зміни спричиняють коливання нахилу осі обертання (кут між цією віссю і перпендикуляром до площини орбіти) від 0 до 0,33°.

Орбітальний резонанс трьох супутників Юпітера: Ганімеда, Європи та Іо (резонанс Лапласа).

Ганімед перебуває в орбітальному резонансі з Європою та Іо: на кожен оберт Ганімеда навколо планети припадає два оберти Європи та чотири оберти Іо. Максимальне зближення Іо та Європи відбувається, коли Іо перебуває в перицентрі, а Європа — в апоцентрі. З Ганімедом Європа зближується, перебуваючи у своєму перицентрі. Таким чином, вишиковування в одну лінію всіх цих трьох супутників неможливе. Цей резонанс відомий як резонанс Лапласа.
Сучасний резонанс Лапласа не здатний збільшити ексцентриситет орбіти Ганімеда. Сучасне значення ексцентриситету становить близько 0,0013, що може бути наслідком його збільшення через резонанс в минулі епохи. Але якщо він не збільшується в наш час, то він мав би обнулився через припливну дисипацію енергії в надрах Ганімеда. Тому, можливо, останнє збільшення ексцентриситету відбулося недавно – кілька сотень мільйонів років тому. Оскільки ексцентриситет орбіти Ганімеда відносно невеликий (в середньому 0,0015), припливне розігрівання цього супутника в наш час незначне. Однак в минулому Ганімед, можливо, міг один або декілька разів пройти через резонанс, подібний до лапласівського, який був здатний збільшити ексцентриситет орбіти до значень 0,01-0,02. Це, ймовірно, викликало суттєве припливне розігрівання надр Ганімеда, що могло стати причиною тектонічної активності, що сформувала нерівний ландшафт.
Є дві гіпотези походження лапласівського резонансу Іо, Європи та Ганімеда. Перша стверджує, що він існував з часів появи Сонячної системи. Згідно з другою, Іо підіймала на Юпітері припливи, що призвело до віддалення її орбіти, доки вона не вступила в резонанс 2:1 з Європою. Після цього радіус орбіти Іо продовжував збільшуватися, але частина кутового моменту була передана Європі, що також віддалилася від Юпітера. Процес продовжувався, доки Європа не вступила в резонанс 2:1 з Ганімедом. Зрештою, радіуси орбіт супутників досягли значень, які відповідали резонансу Лапласа.

## Поверхня

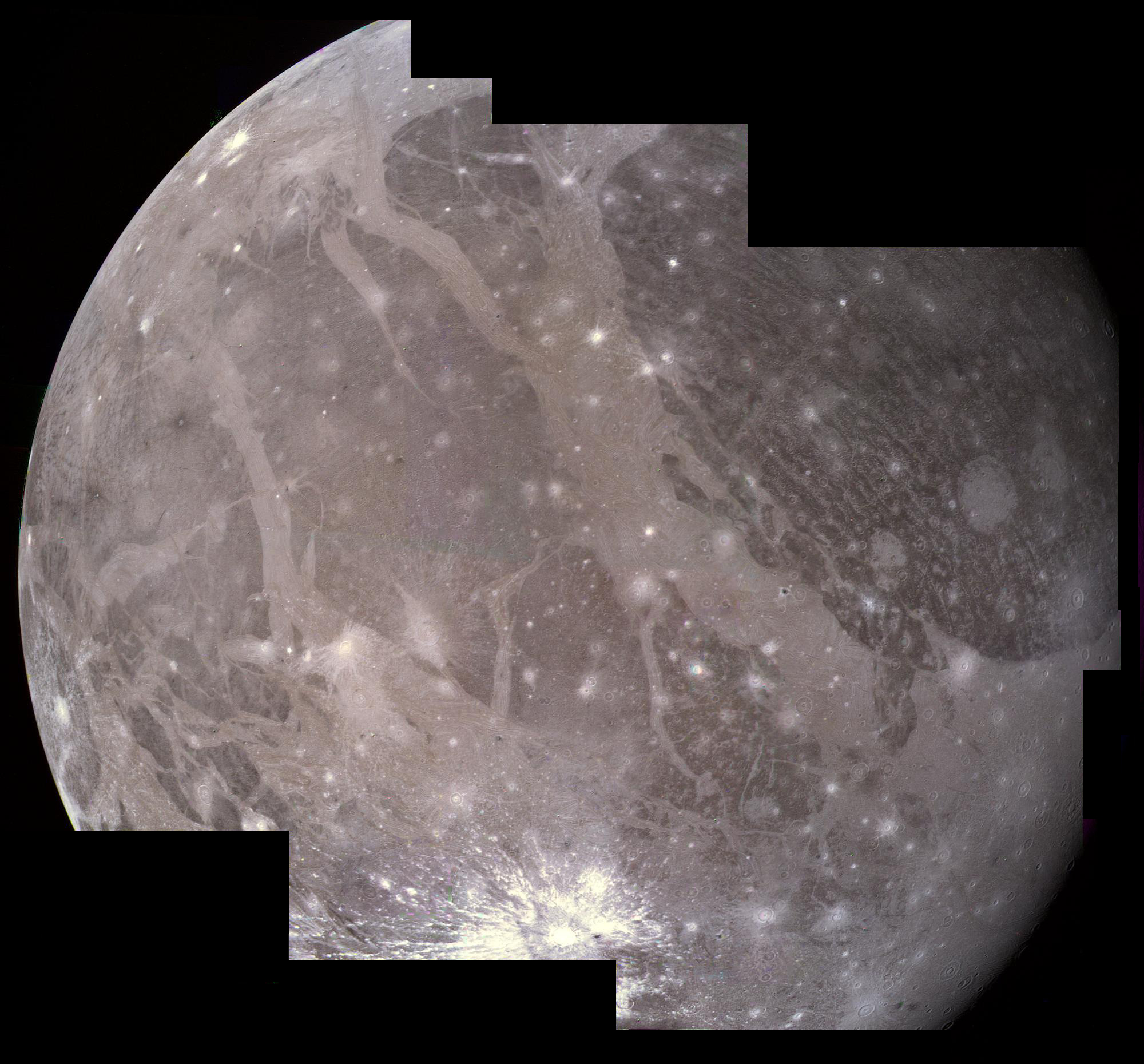
Мозаїка з фотографій веденої півкулі Ганімеда. Темна давня зона у верхньому правому куті — область Галілея. Її відділяють від області Маріуса (меншої темної області ліворуч) світлі вибоїни Урук. Яскрава промениста структура знизу — свіжий лід, викинутий при появі відносно молодого кратера Осіріс.

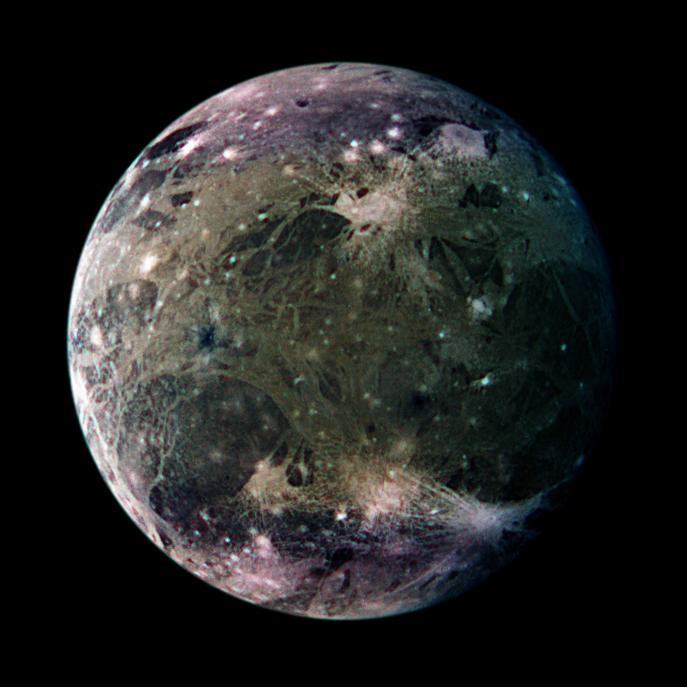
Зображення веденої півкулі Ганімеда, зроблене з космічного апарата «Галілео» (кольори підсилені). У правому нижньому куті видно яскраві промені кратера Ташмет, а у верхньому правому — велике поле викидів з кратера Хершеф. Частина темної області Ніколсона розташовується знизу ліворуч. Згори праворуч вона межує з борознами Гарпагія.

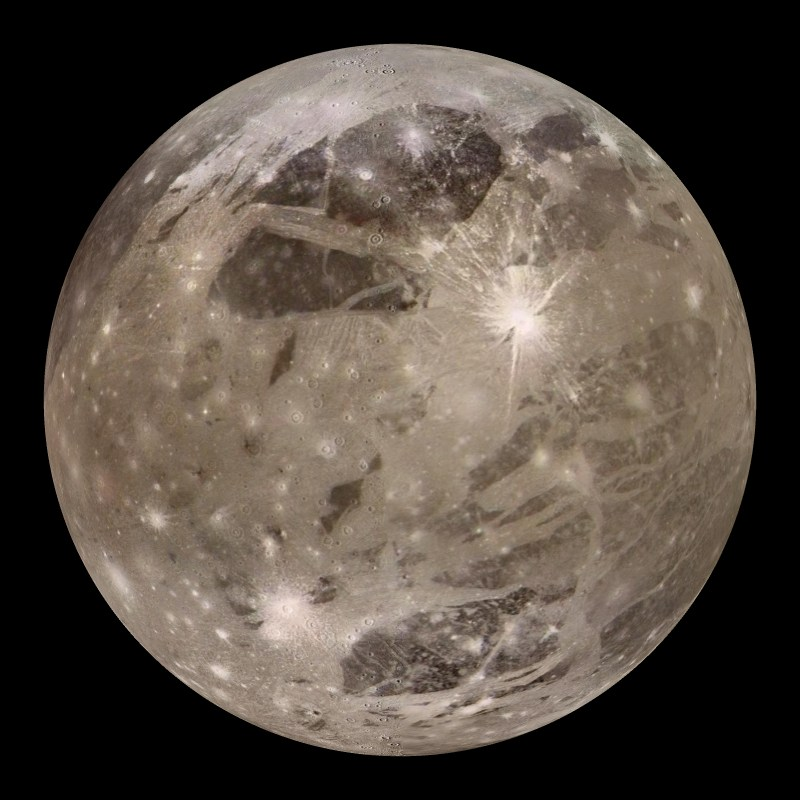
Фото Ганімеда (по центру меридіан 45° зх. д.). Темні ділянки — область Перрайна (згори) та область Ніколсона (знизу); променисті кратери — Трос (згори праворуч) і Чісті (знизу ліворуч).

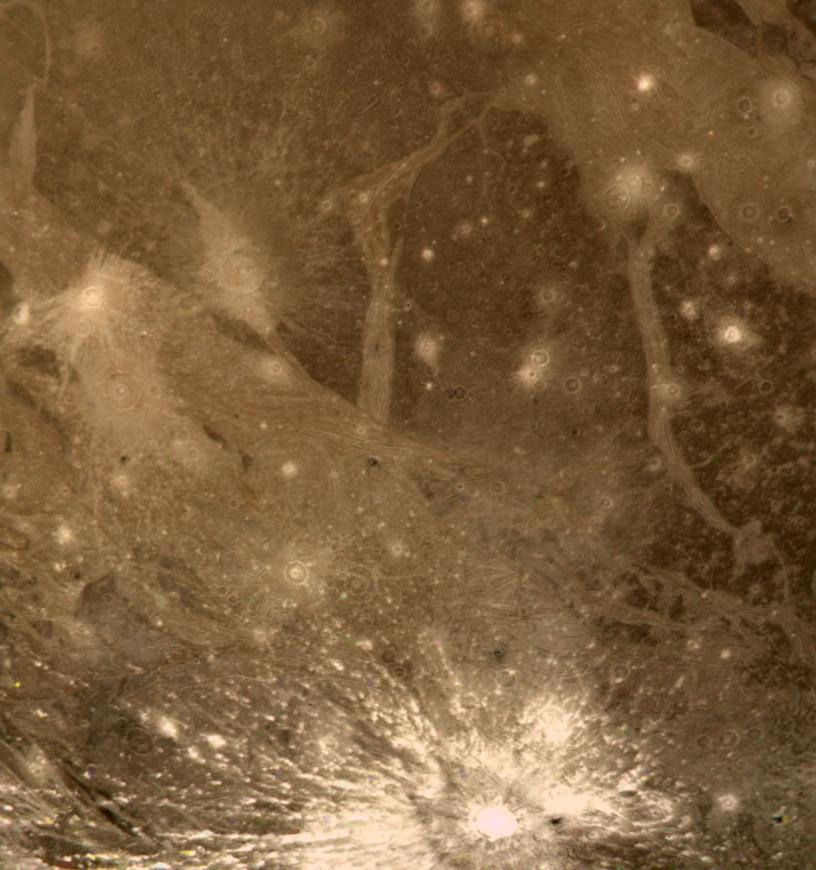
Світлі і темні регіони на поверхні Ганімеда.

Поверхня Ганімеда є сумішшю ділянок двох типів: дуже давніх сильно кратерованих темних областей та дещо молодших світлих областей, покритих борознами, канавками та гребенями. Темні ділянки поверхні займають близько 1/3 всієї площі та містять глини й органічні речовини, що може вказувати на склад планетозималей, з яких утворилися супутники Юпітера.
Досі невідомо, що викликало нагрівання, необхідне для формування борознистої поверхні Ганімеда. За сучасними уявленнями, така поверхня — наслідок тектонічних процесів. Кріовулканізм відіграє, ймовірно, другорядну роль, якщо відіграє взагалі. Нестабільні орбітальні резонанси, через які проходив супутник, могли стати причиною припливного нагрівання, необхідного для тектонічних рухів, що й викликали у літосфері Ганімеда сильні напруження. Припливна деформація льодів могла розігріти надра Ганімеда та викликати напруження в літосфері, що призвело до появи тріщин, горстів і грабенів. При цьому на 70 % площі супутника була стерта стара темна поверхня. Формування борознистої поверхні також може бути пов'язане з раннім формуванням ядра супутника та наступним припливним розігріванням його надр, що, своєю чергою, викликало збільшення Ганімеда на 1-6 % завдяки тепловому розширенню та фазовим переходам у льоді. Можливо, в ході наступної еволюції від ядра до поверхні підіймалися плюми з розігрітої води, викликаючи деформації літосфери. Найімовірніше сучасне джерело тепла в надрах супутника — радіоактивне нагрівання, яке може частково забезпечити існування підповерхневого водного океану. Моделювання показує, що якби ексцентриситет орбіти Ганімеда був на порядок більшим від сучасного (що, можливо, було в минулому), припливне нагрівання могло бути сильнішим від радіоактивного.

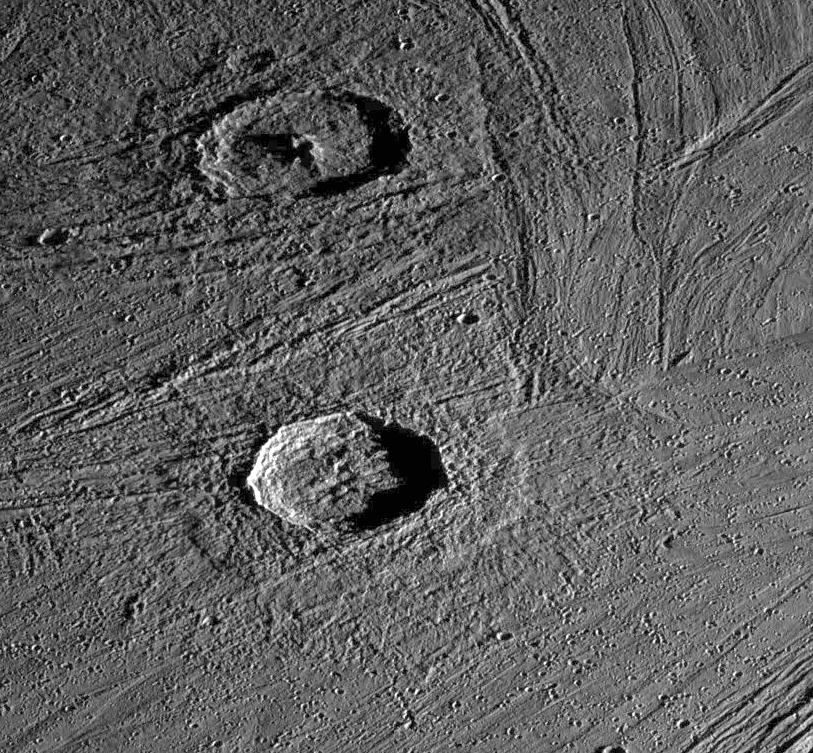
Кратери та (нижче). У кожного видно «вал» і «п'єдестал» із викидів.

Ударні кратери є на ділянках поверхні обох типів, але в темних областях їх особливо багато: ці області насичені кратерами та, мабуть, їх рельєф формувався переважно саме зіткненнями. На яскравих борознистих ділянках кратерів набагато менше, і вони не відіграли значної ролі в еволюції рельєфу. Щільність кратерування темних ділянок вказує на вік 4 млрд років (як і в материкових областей Місяця). Світлі ділянки молодші, але наскільки — невідомо. Особливої інтенсивності кратерування поверхні Ганімеда (як і Місяця) досягло близько 3,5-4 млрд років тому. Якщо ці дані точні, то більшість ударних кратерів залишилася з тієї епохи. Деякі кратери перетнуті борознами, а деякі утворилися поверх більш давніх борозен. Місцями трапляються відносно молоді кратери з променями викидів, що розходяться від них. Кратери Ганімеда більш плоскі, ніж кратери на Меркурії чи Місяці. Ймовірно, причиною цього є невисока міцність крижаної кори Ганімеда, яка згладжується під дією сили тяжіння. Давні кратери, які майже повністю згладжені (своєрідні «привиди» кратерів), відомі як палімпсести. Одним із найбільших палімпсестів Ганімеда є факула Мемфіс діаметром 360 км.
Одна з примітних геоструктур Ганімеда — темна ділянка, що називається областю Галілея, де видно сітку зі спрямованих у різні боки борозен. Ймовірно, своєю появою цей регіон зобов'язаний періоду бурхливої геологічної активності супутника.
На Ганімеді є полярні шапки, які, ймовірно, складаються з водяного інею. Вони покривають широти вище 40°. Вперше їх спостерігали при прольоті КА «Вояджер». Ймовірно, полярні шапки утворені молекулами води, вибитими з поверхні при бомбардуванні частинками плазми. Такі молекули могли мігрувати з низьких широт на високі завдяки різниці температур, але результати розрахунків та спостережень дозволяють робити висновок, що вони скоріш походили з найбільш полярних областей. Наявність у Ганімеда власної магнітосфери призводить до того, що заряджені частинки інтенсивно бомбардують лише слабко захищені — полярні — області. Утворена водяна пара осаджується переважно в найхолодніших місцях цих же областей.

### Підземний океан
Вчені підрахували, що під корою на глибині 150 км знаходиться шар океану завтовшки 100 км — у 10 раз глибший, ніж океани Землі. У 1970-х роках вчені NASA вперше запідозрили наявність підповерхневого океану між двома шарами льоду Ганімеда, одним шаром на поверхні, а іншим під рідким океаном і над скелястою мантією з силікатів. У 1990-х роках в ході місії NASA «Галілео», апарат пролетів повз Ганімед та виявив ознаки підземного океану. У 2014 році було опубліковано аналіз, в якому було враховано термодинаміку води та вплив солі. З результатів аналізу вчені припустили, що Ганімед може мати кілька шарів океану, розділених різними фазами льоду, з найнижчим шаром рідини, що примикає до мантії. Контакт води та скелястої поверхні мантії може бути важливим фактором у зародженні життя. 
У березні 2015 року вчені повідомили, що вимірювання руху полярних сяйв за допомогою космічного телескопа Габбл підтвердили наявність на Ганімеді підповерхневого океану. Великий солоний океан впливає на магнітне поле Ганімеда, отже, і на його полярні сяйва. Докази свідчать про те, що океани Ганімеда можуть бути найбільшими у всій Сонячній системі. Пізніше ці спостереження були підтверджені апаратом «Юнона», що виявив на поверхні Ганімеда солі та інші сполуки, включаючи гідрогаліт, хлорид амонію, гідрокарбонат натрію та, можливо, аліфатичні альдегіди. Ці сполуки потенційно були відкладені з океану Ганімеда під час минулих подій, пов'язаних зі спливанням на поверхню. Було виявлено, що вони найбільш поширені в нижніх широтах Ганімеда, захищених його маленькою магнітосферою. У результаті цих відкриттів з'явилося все більше припущень щодо потенційної придатності для проживання океану Ганімеда.

## Атмосфера та іоносфера
1972 року група індійських, британських та американських астрономів, що працювали в індонезійській обсерваторії імені Босхи, повідомила про виявлення у супутника тонкої атмосфери під час спостереження покриття ним зорі. Вони оцінили приповерхневий тиск атмосфери в 0,1 Па. Однак 1979 року апарат «Вояджер-1» спостерігав покриття Ганімедом зорі (κ Центавра) і отримав результати, що поставили під сумнів потенційне значення тиску.. Ці спостереження виконувалися в дальньому ультрафіолеті на довжинах хвиль менше ніж 200 нм, і були набагато чутливіші до наявності газів, ніж вимірювання 1972 року у видимому випромінюванні. Ніякої атмосфери датчики «Вояджера» не виявили. Верхня межа концентрації виявилася на рівні 1,5× 109 частинок/см3, що відповідає приповерхневому тиску менше ніж 2,5 мкПа, що майже на 5 порядків менше, ніж оцінка 1972 року.
1995 року в Ганімеда все ж була виявлена дуже слабка киснева атмосфера (екзосфера), дуже схожа на знайдену в Європи. Ці дані були отримані телескопом Габбла, за допомогою якого вдалося розрізнити слабке світіння атомарного кисню в дальньому ультрафіолеті (на довжині хвиль 130,4 нм і 135,6 нм). Таке світіння виникає, коли молекулярний кисень розпадається на атоми при зіткненнях з електронами, що є переконливим підтвердженням існування нейтральної атмосфери з молекул O2. Її концентрація, ймовірно, перебуває в діапазоні 1,2× 108—7× 108 частинок/см3, що відповідає приповерхневому тиску 0,2—1,2 мкПа. Такі значення узгоджуються з верхньою межею, встановленою «Вояджером» 1981 року. Кисень не є доказом наявності на супутнику життя. Вважається, що він виникає, коли водяний лід на поверхні Ганімеда розділяється на водень і кисень радіацією (водень швидше виноситься у космос через низьку атомну масу). Світіння атмосфери Ганімеда, як і Європи, неоднорідне. «Габбл» спостерігав дві яскраві плями, розташовані у північній та південній півкулях біля широт ±50°, що точно відповідає межі між закритими та відкритими лініями магнітосфери Ганімеда. Яскраві плями, можливо, є полярними сяйвами, викликаними напливом плазми вздовж відкритих силових ліній магнітного поля супутника.

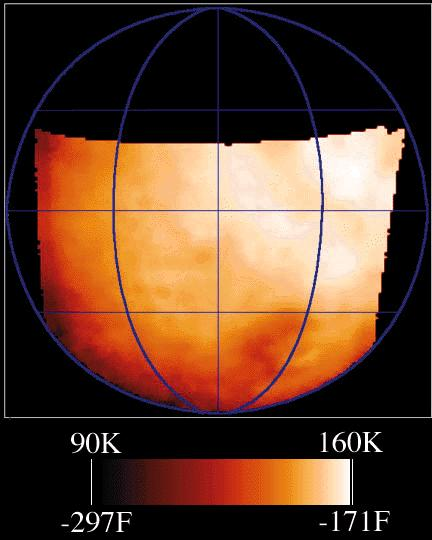
Карта температур на Ганімеді

Існування нейтральної атмосфери передбачає й існування в супутника іоносфери, тому що молекули кисню іонізуються зіткненнями зі швидкими електронами, що прибувають із магнітосфери, і сонячним жорстким ультрафіолетом. Однак природа іоносфери Ганімеда така ж спірна, як і природа атмосфери. Заміри «Галілео» показали підвищену щільність електронів поблизу від супутника, що може вказувати на наявність іоносфери, в той час, як інші спроби її зафіксувати зазнали невдачі. Концентрація електронів поблизу поверхні за різними оцінками коливається в діапазоні від 400 до 2500 см−3. 
Додаткова вказівка на існування кисневої атмосфери Ганімеда — виявлення за спектральними даними газів, вморожених у лід на його поверхні. Про виявлення смуг поглинання озону (O3) було повідомлено 1996 року. 1997 року спектральний аналіз виявив лінії поглинання димера (або двоатомного) кисню. Такі лінії поглинання можуть виникати, лише якщо кисень перебуває у щільній фазі. Найкраще пояснення — молекулярний кисень вморожений у лід. Глибина димерних смуг поглинання залежить від широти й довготи (але не від поверхневого альбедо) — вони схильні до зменшення з широтою, в той час, як тенденція для O3 протилежна. Лабораторні експерименти дозволили встановити, що при температурі 100K (-173,15C°), характерній для поверхні Ганімеда, O2 розчиняється в льоді, а не збирається в бульбашки.
Виявивши в атмосфері Європи натрій, вчені почали шукати його і в атмосфері Ганімеда. 1997 року стало зрозуміло, що його там практично немає (точніше, як мінімум у 13 разів менше, ніж на Європі). Це може пояснюватися його нестачею на поверхні або тим, що магнітосфера Ганімеда перешкоджає зарядженим частинкам вибивати його звідти. Крім того, в атмосфері Ганімеда помічено атомарний водень. Він спостерігався на відстані до 3000 км від поверхні супутника. Його концентрація біля поверхні — близько 1,5× 104 см−3.
У 2021 році в атмосфері Ганімеда була виявлена водяна пара.

## Магнітосфера

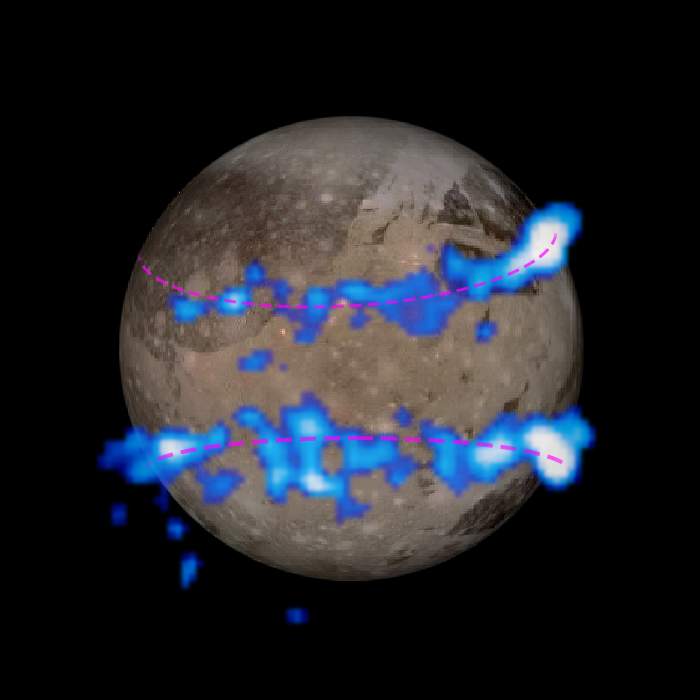
Полярні сяйва на Ганімеді — зміщення поясу полярних сяйв може свідчити про солоний океан під поверхнею.

Космічний апарат «Галілео» з 1995 по 2000 роки виконав шість близьких прольотів біля Ганімеда (вони отримали кодові назви G1, G2, G7, G8, G28 і G29 відповідно). Він виявив, що Ганімед має потужне магнітне поле і власну магнітосферу, яка не залежить від магнітного поля Юпітера. Магнітний момент становить 1,3×1013 Тл·м3, що втричі більше за магнітний момент Меркурія. Вісь магнітного диполя нахилена на 176° відносно осі обертання Ганімеда, що означає її спрямованість проти магнітного моменту Юпітера. Північний магнітний полюс Ганімеда розташовується нижче площини орбіти. Індукція дипольного магнітного поля, створеного постійним магнітним моментом, на екваторі супутника дорівнює 719 ± 2 нТл (для порівняння — індукція магнітного поля Юпітера на відстані Ганімеда дорівнює 120 нТл). Протилежність напрямків магнітного поля Ганімеда та Юпітера робить можливим магнітне перез'єднання. Індукція власного магнітного поля Ганімеда на його полюсах удвічі більша, ніж на екваторі, і дорівнює 1440 нТл.

Магнітне поле Ганімеда в полі Юпітера. Замкнені силові лінії відмічені зеленим кольором.

Ганімед — єдиний супутник у Сонячній системі, в якого є власна магнітосфера. Вона дуже мала та занурена в магнітосферу Юпітера. Її діаметр — близько 4–5 радіусів Ганімеда. У магнітосфери Ганімеда є область замкнених силових ліній, розташована нижче 30° широти, де заряджені частинки (електрони та іони) опиняються у пастці, створюючи своєрідний радіаційний пояс. Основний вид іонів у магнітосфері — іони кисню O+, що добре узгоджується з розрідженою кисневою атмосферою супутника. У шапках полярних областей на широтах вище 30° силові лінії магнітного поля не замкнені та з'єднують Ганімед з іоносферою Юпітера. У цих областях були виявлені електрони та іони, що мають високу енергію (десятки й сотні кілоелектронвольт), які й можуть викликати полярні сяйва, що спостерігаються навколо полюсів Ганімеда. Крім того, важкі іони неперервно осаджуються на полярній поверхні супутника, розпилюючи та затемнюючи лід.
Взаємодія між магнітосферою Ганімеда та плазмою Юпітера нагадує взаємодію між сонячним вітром і земною магнітосферою. Плазма обертається разом із Юпітером і зіштовхується з магнітосферою Ганімеда на його веденій стороні, як і сонячний вітер із земною магнітосферою. Основна відмінність — швидкість плазмового потоку: надзвукова у випадку Землі та дозвукова у випадку Ганімеда. Саме тому в магнітного поля Ганімеда немає ударної хвилі на веденій півкулі.
Крім магнітного моменту, Ганімед має індуковане дипольне магнітне поле. Його викликають зміни магнітного поля Юпітера поблизу супутника. Індукований дипольний момент направлений до Юпітера чи від нього (згідно з правилом Ленца). Індуковане магнітне поле Ганімеда на порядок слабше від власного. Його індукція на магнітному екваторі — близько 60 нТл (вдвічі менше, ніж екваторіальна напруженість поля Юпітера). Індуковане магнітне поле Ганімеда нагадує аналогічні поля Каллісто й Європи та вказує на те, що цей супутник також має підповерхневий водний океан з високою електропровідністю.
Оскільки Ганімед повністю диференційований і має металічне ядро, його постійне магнітне поле, ймовірно, генерується тим самим способом, що й земне: як результат переміщень електропровідної речовини в надрах. Якщо магнітне поле викликане магнітогідродинамічним ефектом, то це результат конвективного руху різних речовин у ядрі.
Попри наявність залізного ядра, механізм збереження магнітосфери Ганімеда лишається невідомим, особливо з врахуванням того, що в інших подібних тіл її немає. З деяких досліджень випливає, що таке маленьке ядро вже повинно було охолонути до тієї точки, коли рух рідини та підтримання магнітного поля стають неможливі. Одне з пояснень полягає в тому, що поле зберігається завдяки тим самим орбітальним резонансам, які призвели до складного рельєфу поверхні: внаслідок припливного розігрівання через орбітальний резонанс мантія захистила ядро від охолодження. Ще одне з пояснень — залишкова намагніченість силікатних порід у мантії, що можливо, якщо у супутника було сильне поле в минулому.

### Радіаційний фон
Рівень радіації на поверхні Ганімеда значно нижчий, ніж на Європі, і становить 50–80 мЗв (5–8 бер) на день. Це кількість, яка може спричинити важку хворобу або смерть у людей протягом двох місяців опромінювання.

## Культурний вплив
Ганімед неодноразово згадується в романах, оповіданнях, телесеріалах і фільмах:
- Роман «Farmer in the Sky» (1950) Роберта А. Гайнлайна про тераформування та заселення Ганімеда[134].
- Горст Мюллер[de] написав науково-фантастичний роман «Kurs Ganymed» (1962) про переселення прибульців з Ганімеда на Місяць[135].
- У британському фільмі 1965 року The Night Caller (також Blood Beast from Outer Space[en]) розповідається про інопланетянку Медру, яка походить із Ганімеда[136].
- Ганімед відіграє важливу роль у багатьох романах і оповіданнях Філіпа К. Діка. Супутник найбільше зображено в романі «The Ganymede Takeover[en]», написаному в 1967 році разом з Реєм Нельсоном[137].
- Німецький науково-фантастичний фільм «Operation Ganymed[de]» (1977) розповідає про досвід екіпажу вигаданого космічного корабля, який повертався на Землю після подорожі до Ганімеда[138]
- Г. Бенфорд «Проти нескінченності» (англ. Against Infinity; 1983). Розповідь про тераформування Ганімеда та виживання у його суворих умовах[139]..
- У телевізійному серіалі «Babylon 5» (1996) Ганімед є місцем місії Земного Альянсу з видобутку корисних копалин, а також таємним об'єктом Icehouse[140].
- В аніме-серіалі «Cowboy Bebop» (1998) головний герой Джет Блек родом з Ганімеда[141].
- У серії «Giants» Джеймса П. Хогана[en] Ганімед з'являється у другій книзі, яка розповідає про групу прибульців, які працюють із земними вченими, щоб дослідити дивну історію більш ранньої ери Сонячної системи[142].
- В серії книг «Dark Universe» (1992—2002) британсько-американського вченого і письменника-фантаста Чарльза Шеффілда події розгортаються на галілеєвих супутниках, зокрема на Ганімеді[143].
- Дж. Райт «Золотий вік» (2002—2003). Юпітер перетворився на зорю[144], а Ганімед та інші супутники Юпітера захоплені промисловцем на ім'я Ганніс, який заселив їх своїми клонами[145][146].
- У серії романів (2011—2021)[147] та телесеріалі «Простір» (2015—2022) Джеймса Корі Ганімед є заселеним супутником і зовнішньою планетою Сонячної системи із видобутком та експортом власної сировини[148].
- У настільній грі Ganymede гравець набирає поселенців на Землю, щоб вони відправилися на кораблях з Ганімеда підкорювати космос[149].
- У 2019 році французький дизайнер Марк-Антуан Барруа у співпраці з парфумером Квентіном Бішом випустив свою другу парфумовану воду Ganymede, названу на честь супутника[150].